# Félix Gaillard
Félix Gaillard (París, 5 de novembre de 1919 - 10 de juliol de 1970) va ser un polític radical francès, antic lluitador de la Resistència, que ocupà el càrrec de president del Consell de 1957 a 1958, durant la Quarta República.